# چگالی انرژی
چگالی انرژی (انگلیسی: Energy density) به مقدار انرژی ذخیره‌شده در واحد حجم یا واحد جرم گفته می‌شود. هر چه چگالی انرژی بالاتر باشد، سیستم ذخیره‌ساز انرژی می‌تواند مدت زمان بیشتری انرژی مورد نیاز مصرف‌کننده را تأمین کند.

## تعریف
چگالی انرژی را می‌توان به دو شکل اندازه‌گیری کرد:
- چگالی انرژی وزنی – انرژی ذخیره‌شده در واحد جرم (J/kg یا Wh/kg)
- چگالی انرژی حجمی – انرژی ذخیره‌شده در واحد حجم (J/m³ یا Wh/L)

در فیزیک، چگالی انرژی عبارت است از نسبت انرژی ذخیره‌شده به حجم ماده یا سیستم.

## انواع چگالی انرژی
- **انرژی شیمیایی**: انرژی ذخیره‌شده در پیوندهای شیمیایی، مانند سوخت‌ها و باتری‌ها.
- **انرژی هسته‌ای**: انرژی آزاد شده از واکنش‌های شکافت یا همجوشی هسته‌ای.
- **انرژی الکتروشیمیایی**: باتری‌ها و پیل‌های سوختی.
- **انرژی الکترومغناطیسی**: انرژی ذخیره‌شده در میدان‌های الکتریکی و مغناطیسی.

## کاربردها
- سوختها: مقایسه و انتخاب مناسب‌ترین سوخت بر اساس چگالی انرژی.
- باتریها: ارزیابی ظرفیت و بازده سیستم‌های ذخیره‌سازی انرژی.
- مواد غذایی: محاسبهٔ انرژی قابل دریافت از مواد خوراکی.
- مهندسی و فیزیک: طراحی سیستم‌های ذخیره انرژی و تحلیل میدان‌های انرژی.

## جدول مقایسه‌ای چگالی انرژی
| ماده                     | چگالی انرژی وزنی (MJ/kg) | چگالی انرژی حجمی (MJ/L) | نوع انرژی     |
| ------------------------ | ------------------------ | ----------------------- | ------------- |
| هیدروژن (گاز فشرده)      | 120                      | 0.010                   | شیمیایی       |
| هیدروژن (مایع)           | 142                      | 8.5                     | شیمیایی       |
| بنزین                    | 46.4                     | 34.2                    | شیمیایی       |
| دیزل                     | 45.5                     | 35.8                    | شیمیایی       |
| باتری لیتیوم-یون         | 0.15–0.25                | 0.25–0.7                | الکتروشیمیایی |
| باتری نیکل-هیدرید فلز    | 0.06–0.12                | 0.14–0.3                | الکتروشیمیایی |
| اورانیوم-۲۳۵ (شکافت)     | 8.2×10⁷                  | –                       | هسته‌ای        |
| دوتریوم-تریتیوم (همجوشی) | 5.76×10⁸                 | –                       | هسته‌ای        |